# Ranjeng (Losarang)
Ranjeng is een bestuurslaag in het regentschap Indramayu van de provincie West-Java, Indonesië. Ranjeng telt 3678 inwoners (volkstelling 2010).